# Panaxia splendidior
Panaxia splendidior är en fjärilsart som beskrevs av Willie Horace Thomas Tams 1922. Panaxia splendidior ingår i släktet Panaxia och familjen björnspinnare. Inga underarter finns listade i Catalogue of Life.